# Lepithrix luteolineata
Lepithrix luteolineata är en skalbaggsart som beskrevs av Dombrow 2007. Lepithrix luteolineata ingår i släktet Lepithrix och familjen Melolonthidae. Inga underarter finns listade i Catalogue of Life.